# Tarrano
Tarrano (korsisch Tarranu) ist eine Gemeinde auf der französischen Mittelmeerinsel Korsika. Sie gehört zum Département Haute-Corse, zum Arrondissement Corte und zum Kanton Castagniccia.

## Geografie
Das Siedlungsgebiet liegt auf ungefähr 800 Metern über dem Meeresspiegel. Nachbargemeinden sind Valle-d’Orezza im Norden, Parata und Santa-Reparata-di-Moriani im Nordosten, Felce im Osten, Valle-d’Alesani im Südosten, Perelli im Süden, Pietricaggio im Südwesten, Piobetta im Westen,  Carcheto-Brustico im Westen und Nordwesten sowie Carpineto im Nordwesten.

## Bevölkerungsentwicklung
| Jahr      | 1962 | 1968 | 1975 | 1982 | 1990 | 1999 | 2008 | 2012 |
| --------- | ---- | ---- | ---- | ---- | ---- | ---- | ---- | ---- |
| Einwohner | 136  | 121  | 41   | 16   | 23   | 27   | 14   | 15   |

## Sehenswürdigkeiten
- Kapelle der Unbefleckten Empfängnis (Chapelle de l'immaculée Conception)
- Kapelle Saint-Antoine-de-Padoue
- Kapelle Saint-Jean-Baptiste
- Kirche Saint-Gui
- romanische Kirche San Vitus